# Nụ hôn của Giuđa

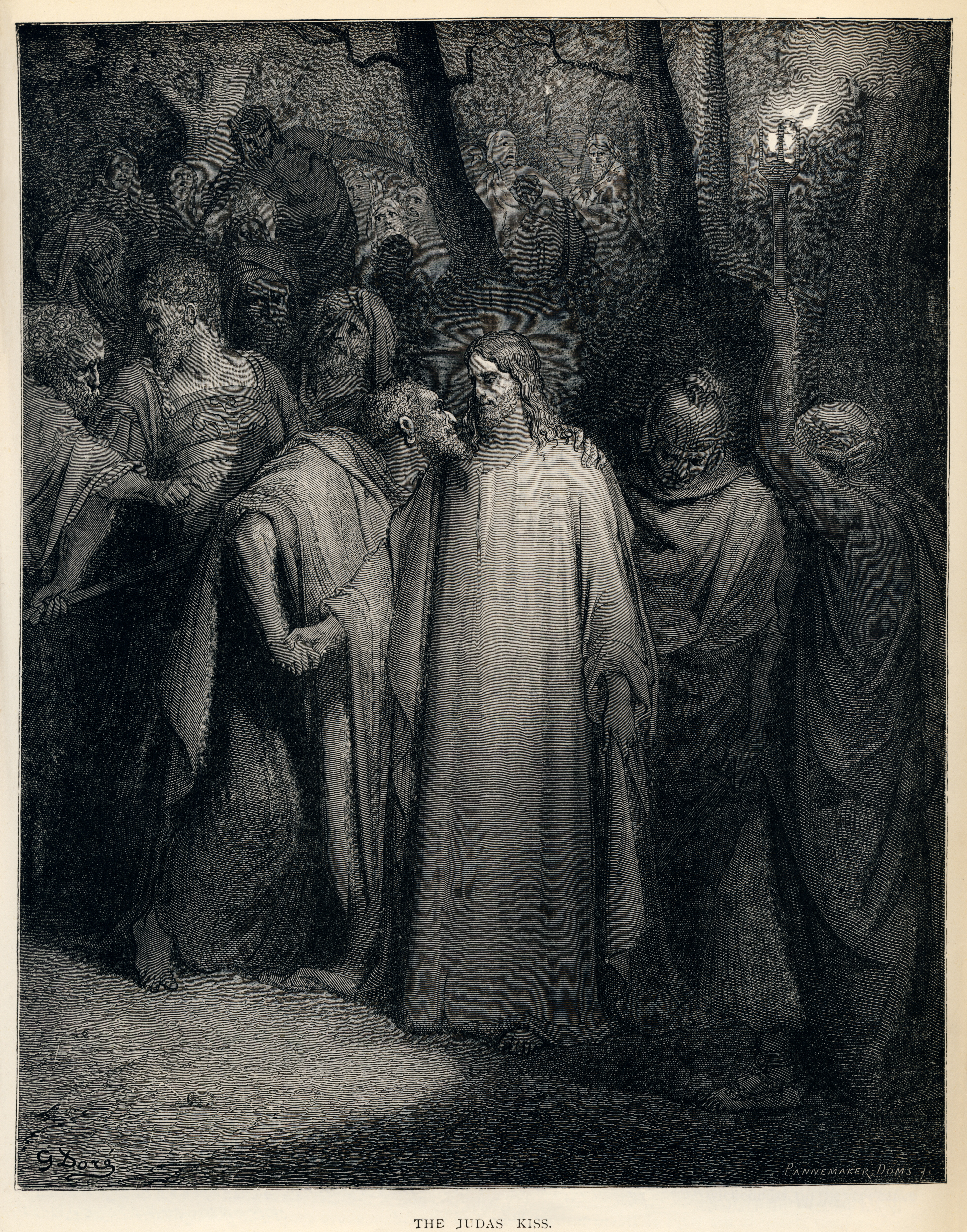
Nụ hôn của Giuđa (1866), tác phẩm của Gustave Doré.

Nụ hôn của Giuđa, còn được gọi là Sự phản bội Chúa Giê-su Kitô, là hành động mà Giuđa dùng để chỉ điểm Giê-su cho đám đông đem theo gươm và gậy đến từ những thầy tế lễ cả và trưởng lão để bắt giữ Giê-su, theo các sách Phúc Âm Nhất Lãm. Nụ hôn đến từ Giuđa tại Vườn Ghết-sê-ma-nê sau bữa tối cuối cùng và trực tiếp dẫn đến việc bắt giữ Giê-su bởi lực lượng bảo vệ của Tòa Công luận.
Trong cuộc đời của Chúa Giê-su theo Tân Ước, các sự kiện Giê-su bị chỉ điểm cho các thế lực thù địch và bị hành quyết sau đó đã được trực tiếp báo trước khi Giê-su nói trước về việc ngài sẽ bị phản bội cũng như khi Giê-su nói trước về cái chết của ngài.
Một cách bao quát hơn, nụ hôn của Giuđa có thể ám chỉ "một hành động có vẻ là cử chỉ của tình bạn, nhưng thực chất lại có hại cho người nhận".

## Trong Tân Ước
Giuđa không phải là môn đồ duy nhất của Giê-su mà là một trong mười hai sứ đồ. Hầu hết các sứ đồ có nguồn gốc từ Ga-li-lê nhưng Giuđa là người xứ Giu-đê. Các sách Phúc Âm của Mát-thêu (26: 47–50) và Mác-cô (14: 43–45) đều sử dụng động từ καταφιλέω (kataphileó) trong tiếng Hy Lạp có nghĩa là "hôn, vuốt ve" khác với φιλεῖν (philein) là từ đặc biệt chỉ về nụ hôn say đắm. Đó cũng là động từ mà Plutarch sử dụng để mô tả nụ hôn nổi tiếng mà Alexander Đại đế đã trao cho Bagoas. Động từ ghép (κατα-) "có sức mạnh của một lời chào nhấn mạnh, phô trương". Johann Bengel, một nhà thần học thuộc phái Luther, cho rằng Giuđa đã hôn Giê-su nhiều lần: "ông đã hôn Ngài nhiều lần trái ngược với những gì ông đã nói trong câu trước: tiếng Hy Lạp: φιλήσω, philēsō, hay một nụ hôn duy nhất (Mát-thêu 26:48), và đã làm vậy như thể đang thể hiện tình cảm chân thành".
Theo Mát-thêu 26:50, Giê-su đã phản ứng bằng cách nói: "Này bạn, bạn đến đây làm gì thì cứ làm đi". Lu-ca 22:48 trích lời Giê-su nói "Giuđa ơi, anh dùng cái hôn mà nộp Con Người sao?"
Giê-su đã bị bắt ngay sau đó.

## Trong phụng vụ
Trong việc Phụng vụ Thiên thượng theo Thánh Gioan Kim Khẩu, Giáo hội Chính thống giáo Hy Lạp sử dụng thánh ca Về bữa tối huyền bí..., trong đó tác giả của thánh ca này thề với Giê-su rằng ông sẽ "... không hôn Ngài như Giuđa đã làm..." («... οὐ φίλημά σοι δώσω, καθάπερ ὁ Ἰούδας...»).

## Trong hội họa
Cảnh Giê-su bị Giuđa chỉ điểm, chính nụ hôn của Giuđa hoặc khoảnh khắc ngay sau đó, gần như luôn luôn được đưa vào Việc bắt giữ Giê-su, hoặc cả hai được kết hợp (như trên), trong các diễn biến của Cuộc thương khó của Giê-su ở nhiều hình thức nghệ thuật đa dạng. Theo một số tường thuật của Byzantine, cảnh này là cảnh duy nhất trước sự đóng đinh. Một số ví dụ bao gồm:
- Có lẽ được biết đến nhiều nhất là tường thuật của Giotto tại Nhà nguyện Scrovegni ở Padua.
- Cảnh bắt Đức Kitô của Caravaggio.[10]
- Một bức tranh khảm Byzantine từ thế kỷ thứ sáu ở Ravenna.
- Một bức bích họa của Barna da Siena.
- Một tác phẩm điêu khắc đại diện cho Nụ hôn của Giuđa xuất hiện trên mặt tiền Passion của Vương cung thánh đường Sagrada Família ở Barcelona.

Nụ hôn của Giuđa trong một số tác phẩm
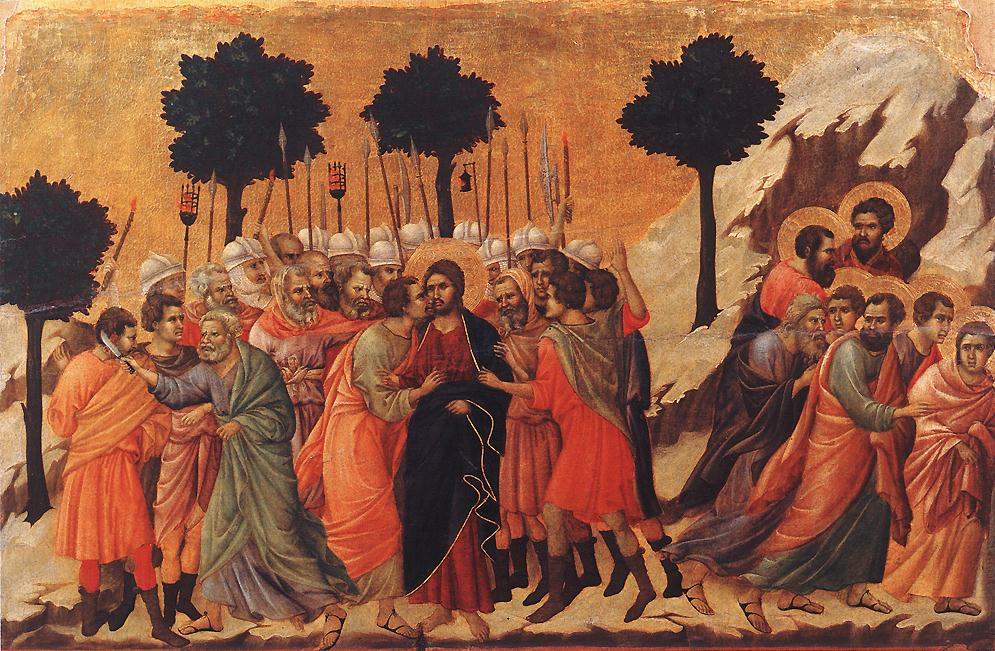
Đức Kitô bị bắt (1308–1311), tác phẩm của Duccio di Buoninsegna
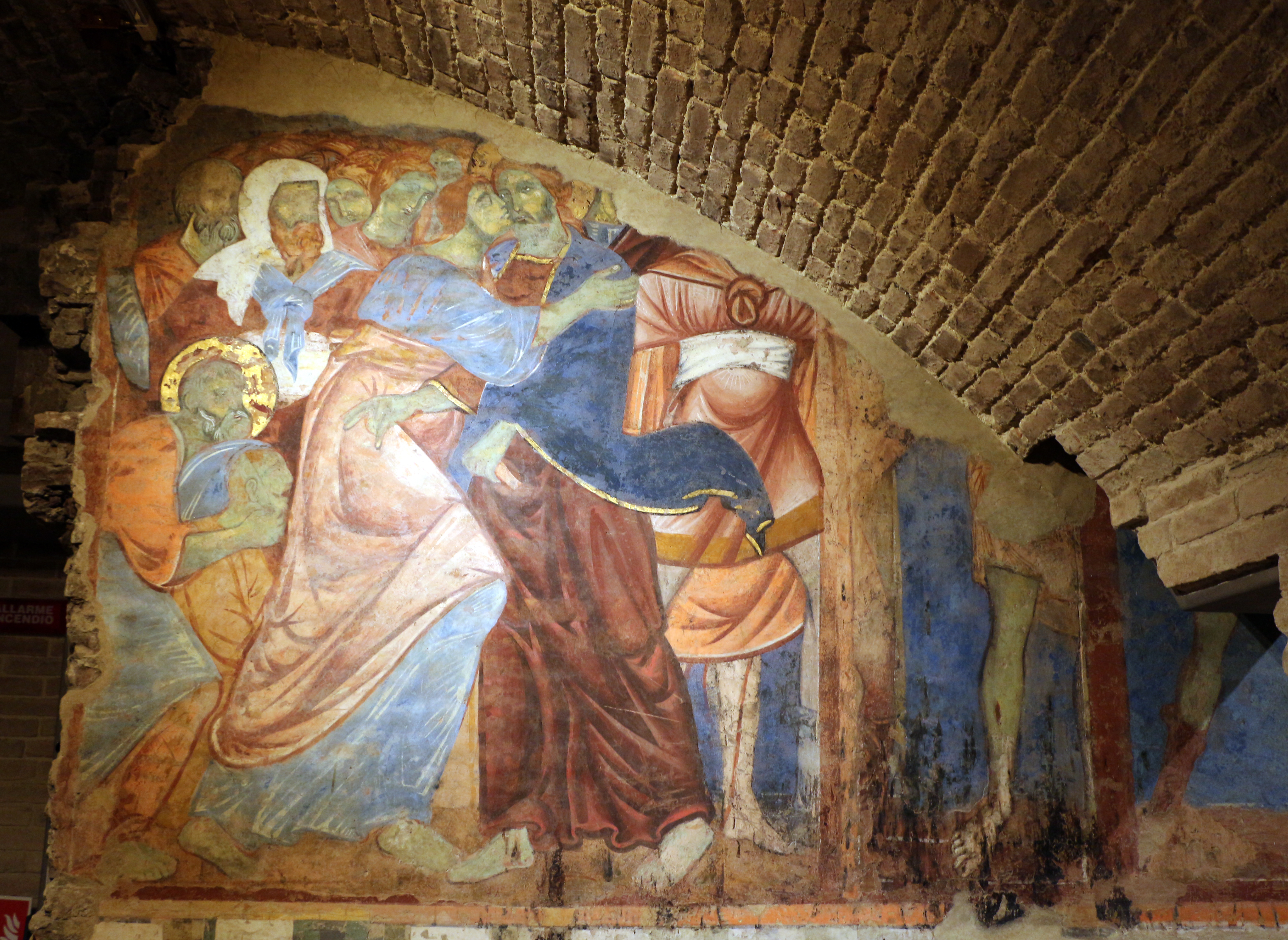
Nụ hôn của Giuđa tại một hầm mộ ở Siena
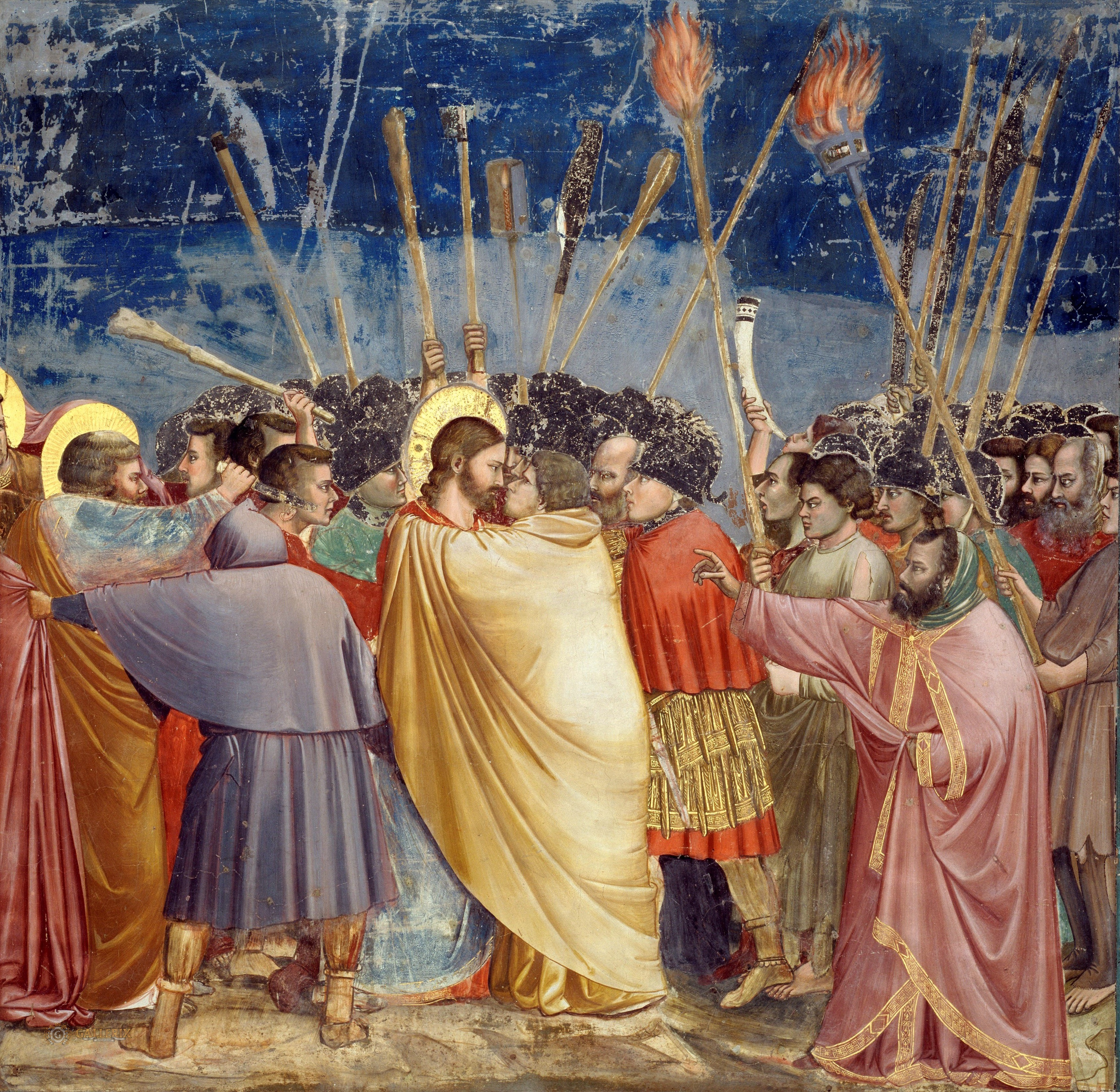
Nụ hôn của Giuđa (1304–06), bích họa của Giotto tại Nhà nguyện Scrovegni ở Padua
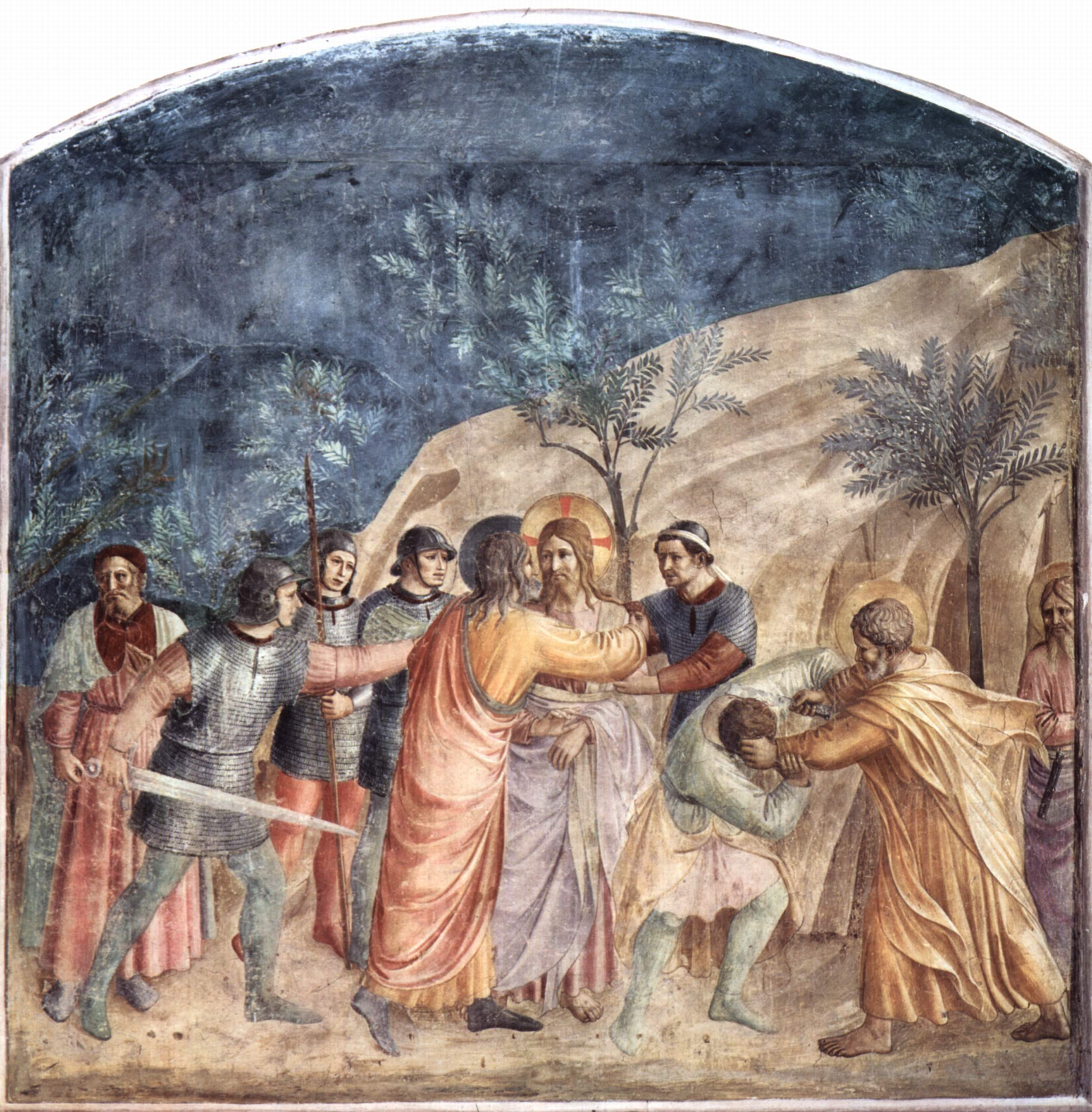
Bích họa của Fra Angelico, tại Bảo tàng San Marco ở Firenze, 1437–1446
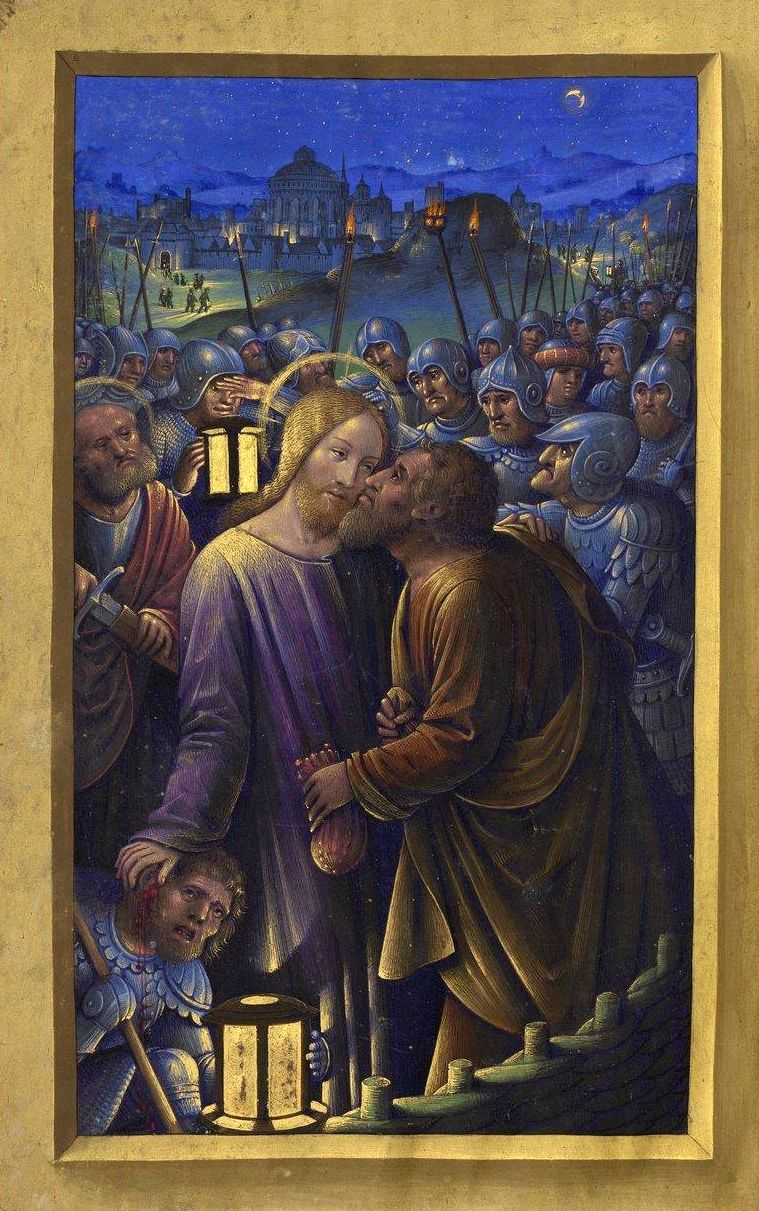
Giuđa phản bội Giê-su bằng một nụ hôn, trong Grandes Heures of Anne of Brittany, 1503–1508
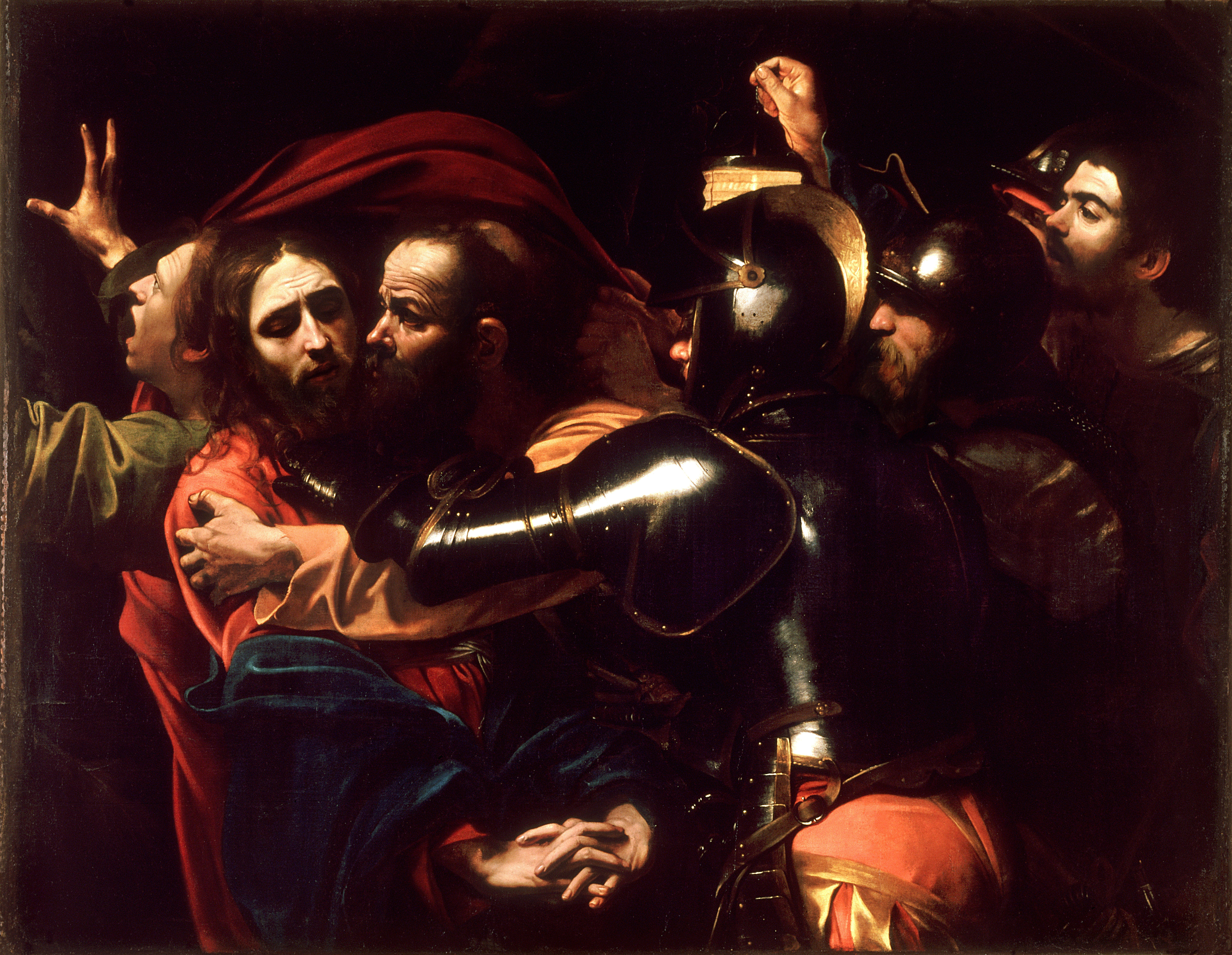
Đức Kitô bị bắt, tác phẩm của Caravaggio, 1602
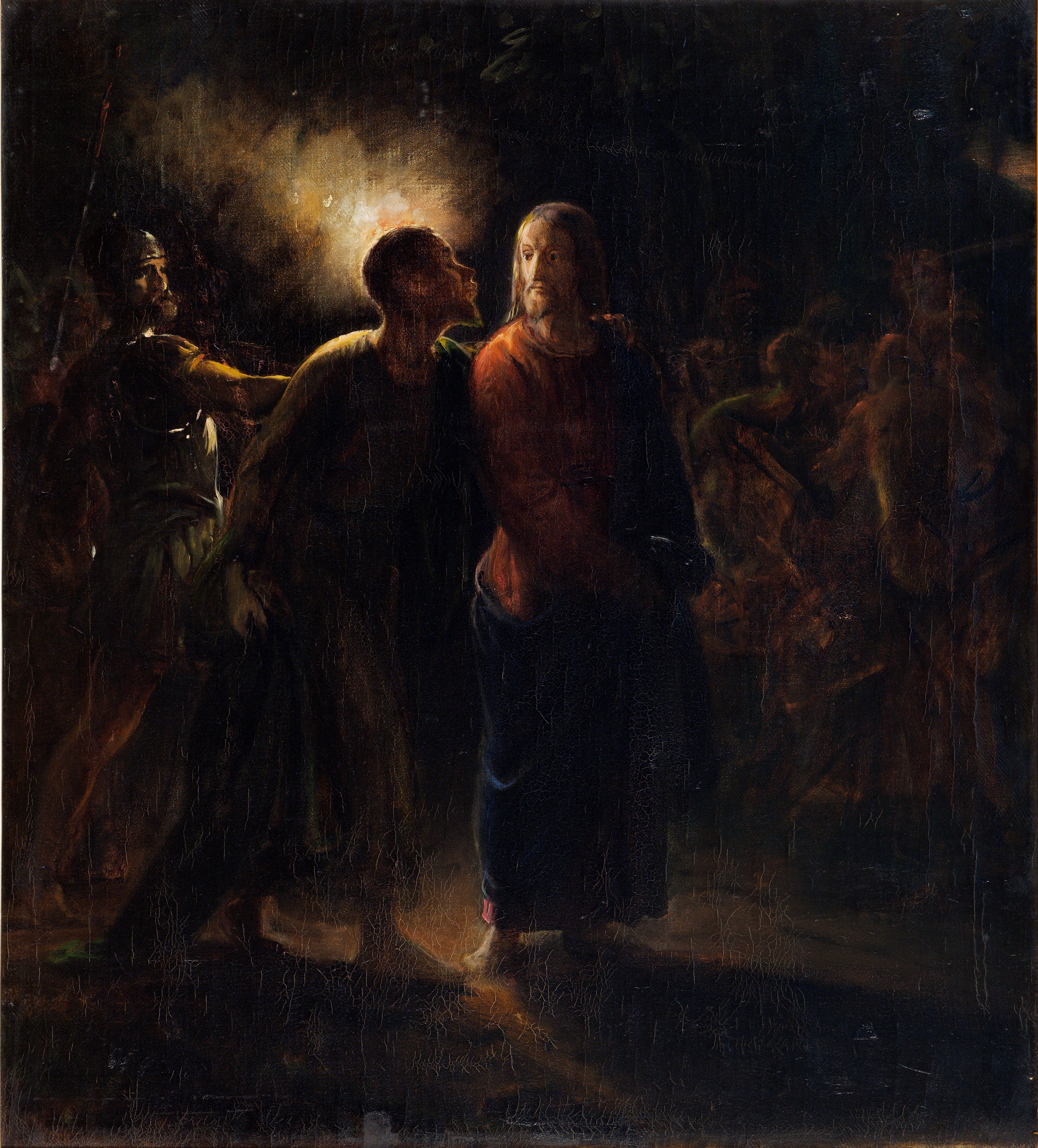
Wilhelm Marstrand, Nụ hôn của Giuđa, không ghi ngày tháng (1830–1873)
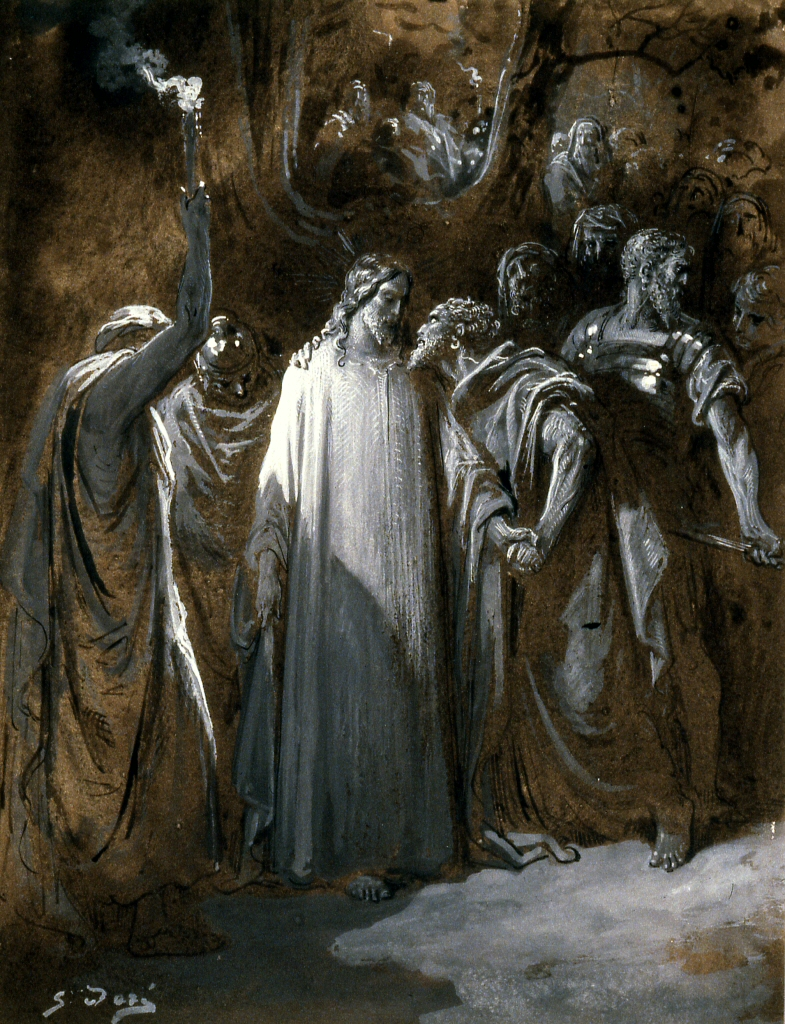
Loạt tác phẩm về Nụ hôn của Gustave Doré, 1865
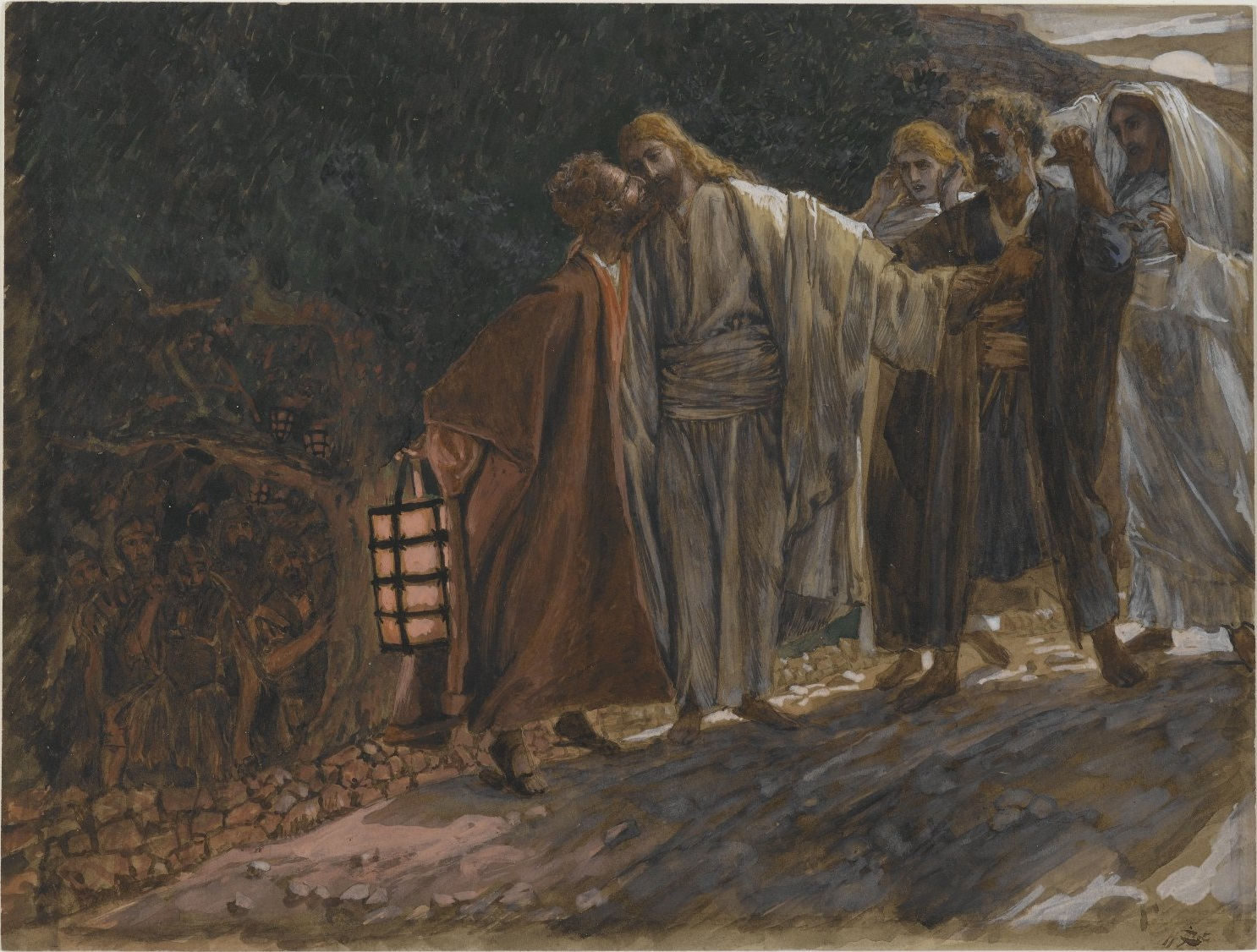
Nụ hôn của Giuđa của James Tissot, Bảo tàng Brooklyn, 1886–1894